# Wallburg Badenweiler
Die Wallburg Badenweiler ist eine abgegangene Höhenburg auf dem Burgberg bei der Gemeinde Badenweiler im Landkreis Breisgau-Hochschwarzwald in Baden-Württemberg. Die Burg wurde von Alemannen erbaut. Von der nicht mehr genau lokalisierbaren Burganlage ist nichts erhalten.